# جام قهرمانان کونکاکاف ۱۹۶۴
جام قهرمانان کونکاکاف ۱۹۶۴ دوره‌ای دیگر از مسابقات بین‌المللی فوتبال باشگاهی سالانه جام قهرمانان کونکاکاف بود که در منطقه کونکاکاف (آمریکای شمالی، آمریکای مرکزی و دریای کارائیب)، برگزار شد.
این مسابقات با حضور ۱۱ تیم از ۱۰ کشور مختلف برگزار شد: مکزیک، ایالات متحده آمریکا، کاستاریکا، السالوادور، گواتمالا، هندوراس، آنتیل هلند، هائیتی، گویان هلند و ترینیداد و توباگو. این مسابقات از ۲۰ سپتامبر تا ۱۵ دسامبر ۱۹۶۴ برگزار شد.
این مسابقات به سه منطقه (آمریکای شمالی، آمریکای مرکزی و کارائیب) تقسیم شد، که هر منطقه تیم برنده را به مسابقات نهایی فرستاد، جایی که برندگان گروه‌های مرکزی و شمالی در نیمه‌نهایی بازی کردند تا مشخص شود چه تیمی در فینال با قهرمان گروه کارائیب بازی می‌کند. تمامی مسابقات تحت سیستم بازی خانگی/خارج از خانه برگزار شد.
هیچ قهرمانی اعلام نشد زیرا فینال مسابقات برگزار نشد: مسابقات باطل اعلام شد.

## منطقه آمریکای شمالی

### مرحله اول
| تیم ۱  | نتیجه نهایی | تیم ۲                | بازی رفت | بازی برگشت |
| ------ | ----------- | -------------------- | -------- | ---------- |
| آمریکا | انصراف      | اوکراینیان فیلادلفیا |          |            |

باشگاه آمریکا انصراف داد و اوکراینیان فیلادلفیا به مرحله بعد صعود کرد.

### مرحله دوم
| تیم ۱       | نتیجه نهایی | تیم ۲                | بازی رفت | بازی برگشت |
| ----------- | ----------- | -------------------- | -------- | ---------- |
| گوادالاخارا | انصراف      | اوکراینیان فیلادلفیا |          |            |

باشگاه گوادالاخارا انصراف داد و اوکراینیان فیلادلفیا به منطقه کارائیب انتقال یافت.

## منطقه آمریکای مرکزی

### مرحله اول
| آگویلا | ۱–۲ | مونیسیپال |
| ------ | --- | --------- |
|        |     |           |

| مونیسیپال | ۱–۲ | آگویلا |
| --------- | --- | ------ |
|           |     |        |

| مونیسیپال | ۲–۱ | آگویلا |
| --------- | --- | ------ |
|           |     |        |

| المپیا | ۰–۲ | اروگوئه ده کورونادو |
| ------ | --- | ------------------- |
|        |     |                     |

| اروگوئه ده کورونادو | ۲–۱ | المپیا |
| ------------------- | --- | ------ |
|                     |     |        |

### مرحله دوم
| مونیسیپال | ۱–۳ | اروگوئه ده کورونادو |
| --------- | --- | ------------------- |
|           |     |                     |

| اروگوئه ده کورونادو | ۲–۱ | مونیسیپال |
| ------------------- | --- | --------- |
|                     |     |           |

## منطقه کارائیب

### مرحله اول
| وای‌ام‌سی‌ای | ۱–۲ | اینداستریالز |
| --------- | --- | ------------ |
|           |     |              |

| اینداستریالز | ۴–۲ | وای‌ام‌سی‌ای |
| ------------ | --- | --------- |
|              |     |           |

| ماپل | ۴–۱ | لئو ویکتور |
| ---- | --- | ---------- |
|      |     |            |

| لئو ویکتور | ۴–۰ | ماپل |
| ---------- | --- | ---- |
|            |     |      |

| ایگل نویر | ۴–۱ | فین‌دام |
| --------- | --- | ------ |
|           |     |        |

| فین‌دام | ۲–۲ | ایگل نویر |
| ------ | --- | --------- |
|        |     |           |

### مرحله دوم
| اوکراینیان فیلادلفیا | v لغو | اینداستریالز |
| -------------------- | ----- | ------------ |
|                      |       |              |

- هردو باشگاه انصراف دادند.

| لئو ویکتور | ۲–۱ | ایگل نویر |
| ---------- | --- | --------- |
|            |     |           |

| ایگل نویر | ۱–۱ | لئو ویکتور |
| --------- | --- | ---------- |
|           |     |            |

## فینال
| تیم ۱      | نتیجه نهایی | تیم ۲               | بازی رفت | بازی برگشت |
| ---------- | ----------- | ------------------- | -------- | ---------- |
| لئو ویکتور | w/o         | اروگوئه ده کورونادو |          |            |

هردو تیم انصراف دادند.